# Кулдин, Леонид Григорьевич
Леонид Григорьевич Кулдин (9 июня 1908, Иваново-Вознесенск, Владимирская губерния, Российская империя — 7 августа 1942, Гжатский район, Смоленская область, РСФСР, СССР) — советский военачальник, военный лётчик, полковник  (27.01.1942). Погиб в воздушном бою.

## Биография
Родился 9 июня 1908 года в городе Иваново-Вознесенск, ныне город Иваново. Русский. В 1926 году окончил школу 2-й ступени.

### Военная служба

#### Межвоенные годы
В сентябре 1926 года был призван в РККА и направлен на учебу в Военно-теоретическую школу ВВС РККА в Ленинграде. После ее окончания был переведен во 2-ю военную школу летчиков им. Осоавиахима СССР. С мая 1929 года, по завершении курса обучения, проходил службу младшим летчиком в 15-й авиаэскадрилье ВВС БВО. В марте 1930 года переведен командиром звена в 4-й авиаэскадрилью, а с декабря того же года командовал авиаотрядом в 7-й истребительной авиаэскадрилье. С октября 1932 года  по май 1933 года проходил обучение на КУНС при Военно-воздушной академии РККА им. профессора Н. Е. Жуковского, по окончании которых командовал авиаотрядом в 106-й истребительной авиаэскадрилье. В марте 1934 года он переведен в ЛВО на должность помощник командира 149-го истребительного авиаполка. За отличную боевую подготовку награжден орденом Красной Звезды.
С июля 1938 года находился в следственном изоляторе НКВД по сфабрикованному обвинению «в связях с врагами народа». Уволен из РККА 11 июля 1938 года по ст. 43, п. «а». В декабре 1939 года из-под стражи освобожден с полной реабилитацией. Был восстановлен в кадрах РККА и назначен инспектором по технике пилотирования 20-й истребительной авиабригады с прикомандированием в распоряжение командующего ВВС Северо-Западного фронта.  Член ВКП(б) с 1939 года. С января 1940 года принимал участие в Советско-финляндской войне, занимая должности помощника командира 59-й истребительной авиабригады, затем помощником командира 149-го отдельного истребительного авиаполка. Совершил 25 боевых вылетов, лично сбил 3 вражеских самолета. За проявленные героизм и отвагу 7 апреля 1940 года награжден орденом Красного Знамени. По завершении боевых действий в марте 1940 года майор Кулдин назначается помощником командира 69-й истребительной авиабригады ВВС КОВО. В марте 1941 года он переведен командиром 69-й авиационной дивизии. Однако фактически в должность не вступал, исполнял должность заместителя командира этой дивизии. Ее части в это время переходили на новую материальную часть — самолеты МиГ-3. 

#### Великая Отечественная война
С началом  войны  в той же должности. С ноября 1941 года вступил в командование 146-й авиационной дивизией, входившей в состав ВВС Западного фронта. Части дивизии участвовали в Можайско-Малоярославецкой оборонительной операции, поддерживая действия наземных войск. В период с 14 по 20 ноября дивизия массированными ударами нанесла существенный урон 13-му армейскому корпусу врага, тем самым способствовала срыву наступления немецких войск с рубежа западнее Серпухова. С переходом Красной армии в контрнаступление под Москвой в декабре 1941 года — начале 1942 года она была задействована в Тульской и Калужской наступательных операциях, поддерживая войска левого крыла Западного фронта.
В конце января 1942 года дивизия была обращена на формирование управление ВВС 49-й армии, а полковник Кулдин назначен командующим ВВС этой армии. В ходе Ржевско-Вяземской наступательной операции 1942 года авиачасти и соединения армии содействовали освобождению города Юхнов и выходу сухопутных войск на рубеж рек Угра и Ресса. В мае на базе управления ВВС Западного фронта была сформирована 1-я воздушная армия, а полковник  Кулдин назначен в ней на должность заместителя командующего армии. С момента формирования она в составе Западного фронта поддерживала наступление его войск на юхновском, гжатском, ржевском направлениях, в августе 1942 года обеспечивала наступление войск фронта на ржевско-сычевском направлении.

#### Гибель
7 августа 1942 года в составе звена истребителей вылетел на линию фронта  для непосредственного наблюдения за работой авиации. При выполнении задания, ведомое им звено было встречено превосходящим количеством самолетов противника − 8-ю Ме-109 (в районе Гжатска).  Кулдин, не взирая на численное превосходство противника смело вступил в бой. Во время атаки его самолет был подожжен, но  Кулдин уже на горящем самолете продолжал вести бой, и только лишь после того, как им лично был сбит один самолет Ме-109 и когда дольше находится, на горящем самолете уже было нельзя, он выпрыгнул на парашюте, но ввиду низкой высоты парашют не раскрылся и полковник Кулдин погиб. Посмертно награжден орденом Ленина.
За период боевых действий Великой Отечественной войны лично совершил 10 боевых вылетов на истребителях И-16 и Як-1. Сбил 1 самолет противника.
Похоронен на Введенском кладбище (участок № 27) в Москве.
 В конце 1990-х гг. в  окрестностях деревни Титово (Самуйловское сельское поселение, Гагаринский район, Смоленская область)  останки упавшего самолёта  полковника Кулдина (Як-1 № 5083, мотор: М-105 № ПФ 3-482) были найдены, а позже идентифицированы   поисковиками ВПО «Память».

## Награды
- Орден Ленина (30.01.1943)[8]
- Орден Красного Знамени (07.04.1940)[8]
- Орден Красной Звезды (07.05.1936)[8]

## Память
Памятный знак на месте падения самолёта  полковника Кулдина  в  1-м километре южнее от деревни Титово (Самуйловское сельское поселение, Гагаринский район, Смоленская область) установлен мемориально-исследовательской группой "Прерванный полет", Александром Кудрявцевым, Владимиром Ершовым (ПО «Рейд») и Александром Пономаревым (ПО «Витязь») 30 сентября 2017 года.